# Redondo (Washington)
Redondo es un área no incorporada ubicada en el condado de King en el estado estadounidense de Washington.

## Geografía
Redondo se encuentra ubicado en las coordenadas 47°20′53″N 122°19′19″O / 47.34806, -122.32194.